# Victoria Raquel Bajar Simsolo
Victoria Raquel Bajar Simsolo (6 de julio de 1942, Buenos Aires - 24 de marzo de 2016) fue la primera mujer graduada de la carrera de Computador Científico en Argentina, e impulsó el desarrollo de carreras de informática en México, donde con respeto y reconocimiento, era llamada Dra. Bajar. Fundó varias escuelas superiores y desarrolló varios planes de carreras para universidades.

## Trayectoria
Durante su licenciatura en matemática fue alumna de Manuel Sadosky, quien le hablaba a sus alumnos sobre el futuro de la computación, y con quien compartió investigaciones luego en el Instituto de Cálculo de la Facultad de Ciencias Exactas y Naturales (Universidad de Buenos Aires), donde se desempeñó como desarrolladora de Software de base y Lingüística Computacional entre 1961 y 1965. También durante esos años ejerció como maestra en escuelas primarias.
Estudió con la primera camada de alumnos de la carrera de Computador Científico, en donde se convirtió en la primera mujer en lograr el título.
Desarrolló el código para una computadora que iba a construir Jorge Santos, basándose en su experiencia en la Mercury de la UBA, para la Universidad Nacional del Sur con fondos asignados por el entonces Presidente de la Argentina Arturo Frondizi, pero el proyecto se canceló luego de que el gobierno fuera derrocado por el Golpe de Estado en Argentina de 1962.
Entre sus muchos cargos fue: 
- Profesora de universidades de Argentina, Francia y México, y desarrolló tareas como investigadora en el CINVESTAV por 5 años;[1]
- Presidenta de la Asociación Nacional de Instituciones de Educación en Informática (ANIEI) entre 1988 y 1990;[1]
- Fundadora y Directora por 15 años del Centro de Cómputo y de la División Académica de Computación del Instituto Tecnológico Autónomo de México (ITAM) entre 1979 y 1994, Directora fundadora de la Escuela de Informática de la UIC (1995-1996).[1] Y subdirectora de Investigación Aplicada del CIC-IPN.[1]

Fue también encargada de la División de Desarrollo de Sistemas del Centro Nacional de Cálculo y Coordinación General de Servicios Informáticos del Instituto Politécnico Nacional.
Es autora de dos libros de computación y uno de gestión académica, más de cuarenta artículos, además de autora de software y directora de más de cuarenta tesis de nivel licenciatura y maestría.